# Joseph Plateau
Joseph Antoine Ferdinand Plateau [plató] (14. říjen 1801, Brusel – 15. září 1883, Gent) byl belgický fyzik, vynálezce stroboskopu.

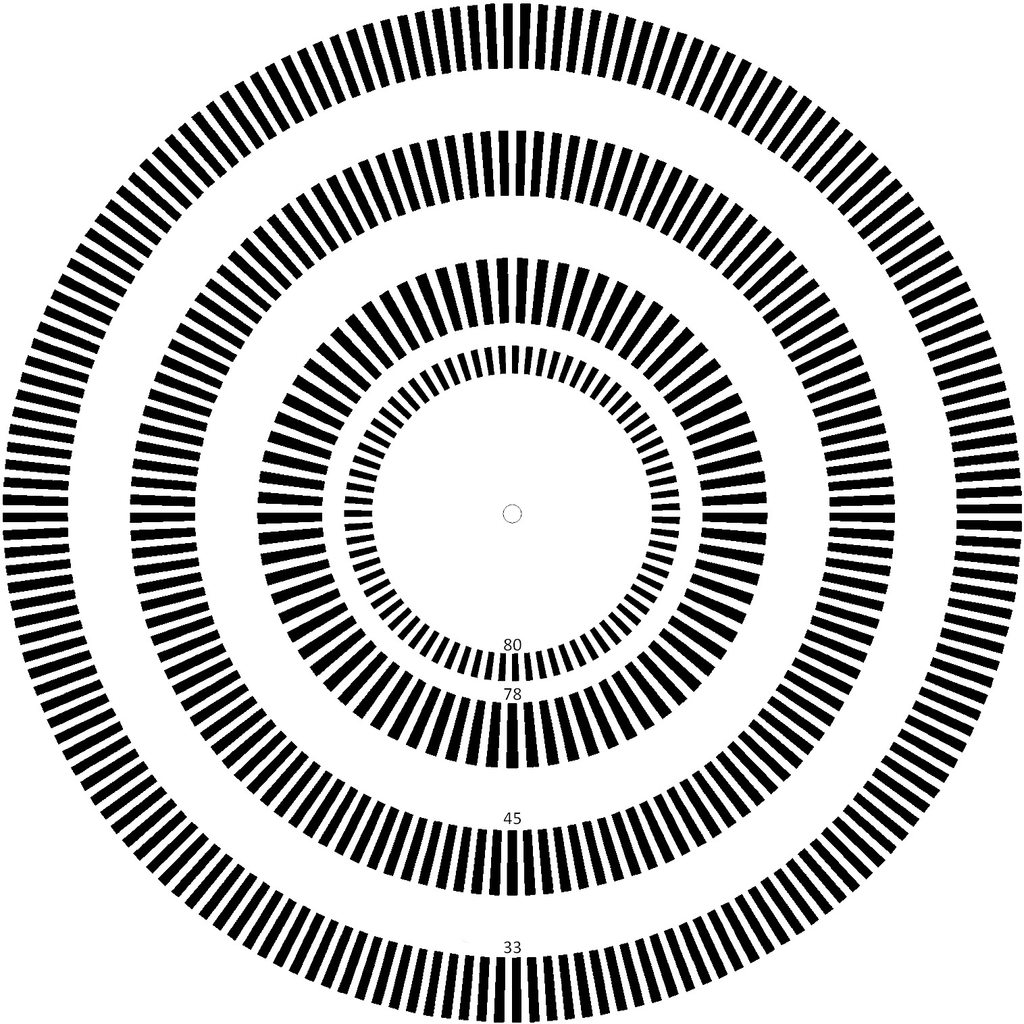
Stroboskopický kotouč, který sloužil ke správnému nastavení otáček gramofonu (78, 45, 33 ot/min.)

Nejprve studoval práva, později přešel na obory matematiky, fyziky a chemie. V roce 1827 začal vyučovat mechaniku na univerzitě v Lutychu, po třech letech přešel na univerzitu v Bruselu a roku 1835 se stal profesorem experimentální fyziky na univerzitě v Gentu. Roku 1843 úplně oslepl, přesto zůstal vědecky činným.
Sestrojil první stroboskopický kotouč, který pohyb rozkládá na jednotlivé fáze. Při jeho otáčení vzniká díky doznívání zrakového vjemu dojem pohybu. Společně s Rakušanem Stampferem pak objevil roku 1832 stroboskop, nazývaný tehdy phenakistiscope či phantascope. Stroboskop je předchůdcem Nipkowova kotouče, s nímž začínala televize. 
Krom výzkumu v oblasti optiky proslul také studiem kapilarity.